# Aphanogmus granulosus
Aphanogmus granulosus är en stekelart som beskrevs av Paul Dessart 1975. Aphanogmus granulosus ingår i släktet Aphanogmus och familjen pysslingsteklar. Inga underarter finns listade i Catalogue of Life.